# Bohuslav Hodaň
Bohuslav Hodaň (1. října 1931 Brno – 25. května 2020) byl český kinantropolog a vysokoškolský učitel, v letech 1989 až 1991 děkan Pedagogické fakulty Univerzity Palackého (PdF UP), v letech 1991 až 1997 první děkan Fakulty tělesné kultury Univerzity Palackého (FTK UP). 

## Život
Narodil se v říjnu 1931 v Brně. Vyrůstal v Židenicích, kde ve věku tří let začal navštěvovat místní Sokol. Poté absolvoval studium na gymnáziu a Pedagogické fakultě Masarykovy univerzity, kde úspěšně absolvoval studium oboru tělesná výchova. Poté působil jako učitel na základní škole v Zátoře a následně v Krnově. V Krnově později učil také na Střední zdravotnické škole. Dle svých slov se nicméně nikdy necítil jako dobrý pedagog a ačkoliv jej jeho odborné zaměření bavilo, nebyl ve svém zaměstnání spokojený. Tou dobou se proto stal vědeckým aspirantem v Bratislavě. V roce 1961 odešel z Krnova vyučovat na Pedagogickou fakultu Univerzity Palackého, kde se začal věnovat akademické práci. Za svou kariéru zde postupně sepsal 250 odborných vědeckých publikací souvisejících zejména s výukou tělesné výchovy s ní souvisejících oblastí. V roce 1989 se stal děkanem Pedagogické fakulty, přičemž ve funkci setrval do roku 1991.
Po sametové revoluci se stal v roce 1991 prvním děkanem nově vzniklé Fakulty tělesné kultury Univerzity Palackého, kterou během roku 1990 pomáhal zakládat. Poté se podílel na vzniku Fakulty sportovních studií Masarykovy univerzity v Brně a později i na vzniku Fakulty společenských studií Vysoké školy Humanitas ve Vsetíně, na které později působil jako její děkan.
Za svou kariéru obdržel nejdříve stříbrnou a posléze i zlatou medaili od rektora Univerzity Palackého. Při příležitosti 20. výročí vzniku FTK UP mu byl udělen pamětní prsten.
Bohuslav Hodaň zemřel dne 25. května 2020 ve věku 88 let.